# Clan Osl
Le Clan Osl (Osli, Osth ou Ozsol ; en hongrois : Osl nemzetség) était le nom d'une ancienne gens - clan - magyare. Plusieurs anciennes familles nobles hongroises descendent de ce clan : Kanizsay, Lósy, Viczay, Ostffy, Csorna, Nagyhőflány, Herbotyai, Lózsi, Nemethy.

## Histoire
La Gesta Hunnorum et Hungarorum rapporte que Osl était l'une des 108 gentes au moment de la conquête du bassin des Carpathes par les Hongrois (Honfoglalás). Le clan Osl avait reçu la tâche de coloniser l'actuelle région de Győr-Moson-Sopron. Il est le fondateur, entre autres villes, de celle de Osli. L'abbaye des Prémontrés de Csorna est fondée par la famille en 1180. Son origine reste controversée mais le clan descend probablement d'un dénommé Súr.

## Personnalités
- Osli (fl. 1200-1230) eut sept fils :
  - Beled (fl. 1216-1236), Grand échanson du royaume de Hongrie.
    - Beled Vicai de Lózs, fils aîné du précédent, fut à l'origine de la famille Viczay de Loos éteinte en 1873.

  - Osli de Asszonyfalva (fl. 1216-1246), ban de Szörény.
    - Osli Ostfi, fils du précédent, à l'origine de la famille Ostfi de Asszonyfalva.

  -  Benedek Osl (fl. 1230-1246), évêque de Várad puis de Gyor.
  -  Tamás Csornai (fl. 1228-48), membre fondateur de la famille Kanizsai et à l'origine de la famille Both.
  - Herbord Osl (fl. 1230-70), ispán (comte-suprême) de Baranya. À la suite de la bataille de Mohi contre les Mongols, il met le roi Béla IV et la famille royale en sécurité en la forteresse de Klis, en Dalmatie. Il en devient durant cette période le castellan. Il reçut plus tard de Béla de grandes propriétés le long de la Rába.
  - Miklós Osli (fl. 1237-1239), ispán de Gyor.

- Benedek Osl († 1242) est ban de Slavonie (1199-1200) puis évêque de Várad de 1231 à 1242.
- Miklós Osli (fl. 1323-1327), Prévôt de Várad, arrière-petit neveu de Osli.

### Sources
- Magyar Történelmi Társulat (Société Hongroise d'Histoire), Századok, Vol., N° 1-3, 1982
- György Györffy, István király és műve, Gondolat, Budapest, 1983
- György Györffy,  Honfoglalás és nyelvészet, Ed. Balassi, Budapest, 1997
- Csorba Csaba, Árpád népe, Tudomány, Egyetem, Kulturtrade Ed., Budapest, 1997